# Estádio D. Afonso Henriques
Estadio D. Afonso Henriques – stadion piłkarski położony w portugalskim mieście Guimarães. Stadion został oddany do użytku na Euro 2004, a jego pojemność wynosi 30 029 miejsc. Swoje mecze na stadionie rozgrywa drużyna Vitorii Guimarães.
Stadion nosi imię po pierwszym królu Portugalii – Alfonsie I.

## Linki zewnętrzne

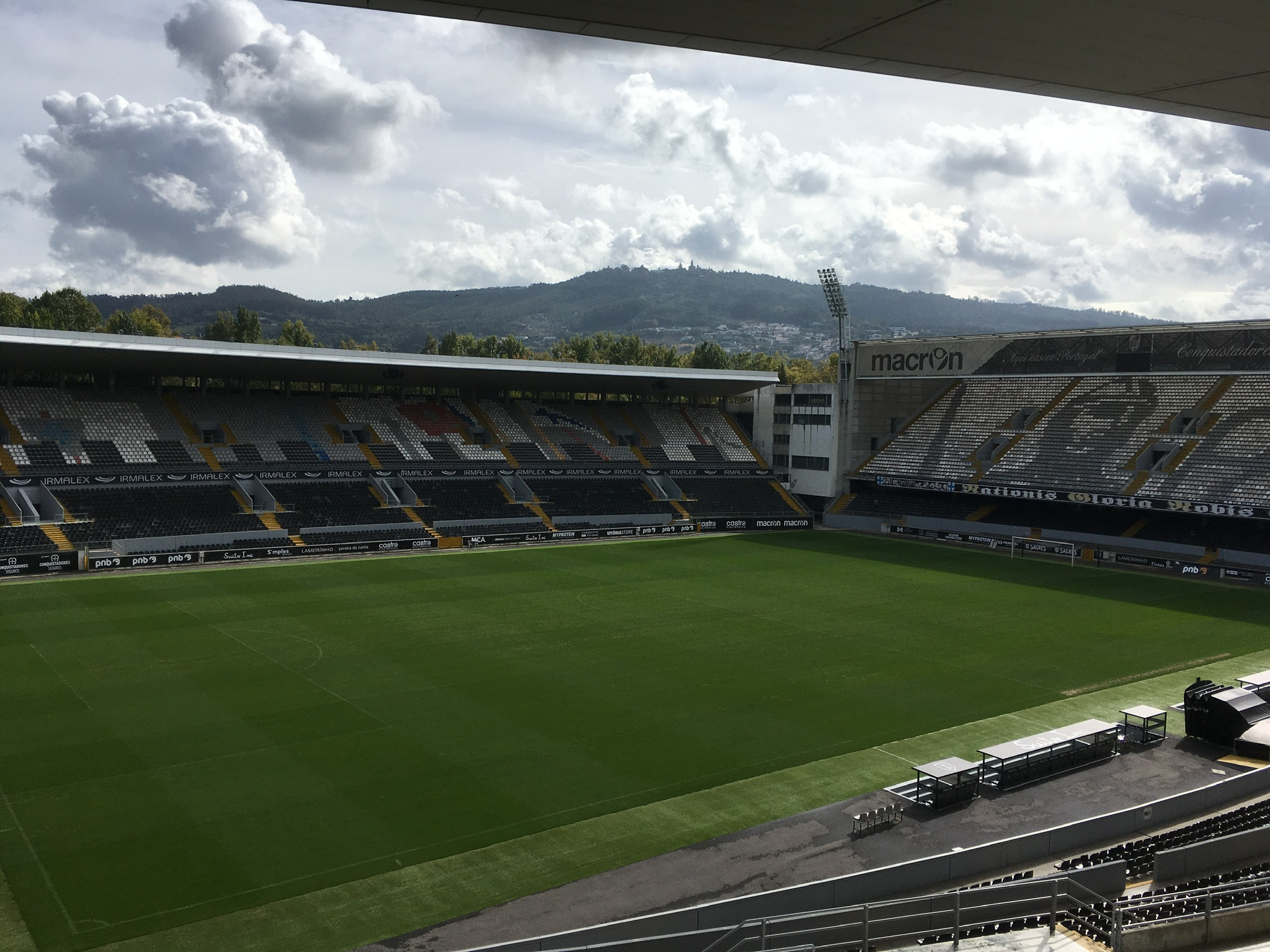
Wewnątrz stadionu

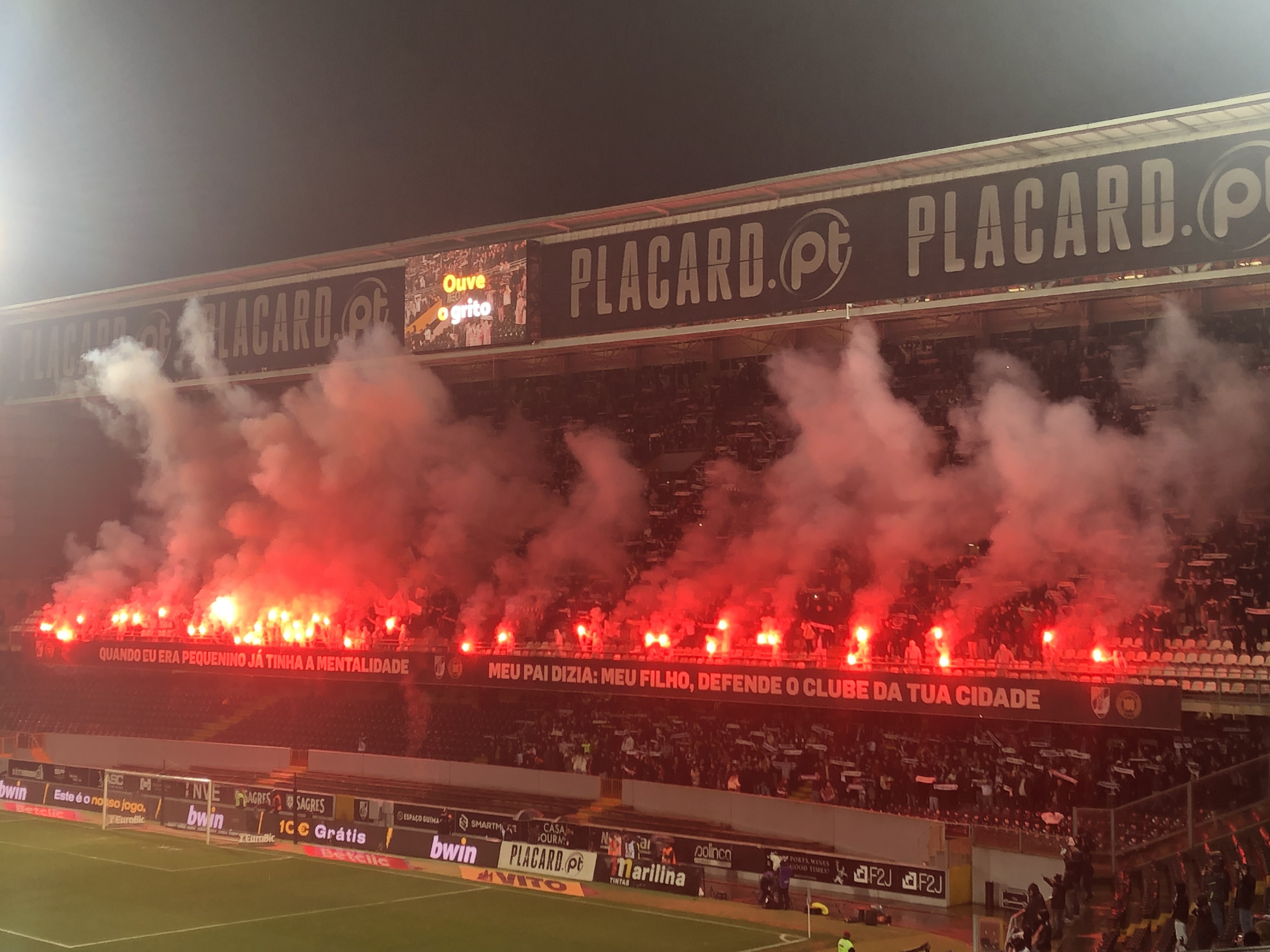
Vitória ultras show